# Vườn quốc gia Yanbaru
Vườn quốc gia Yanbaru (やんばる国立公園 Yanbaru Kokuritsu Kōen) là một vườn quốc gia nằm ở tỉnh Okinawa, Nhật Bản. Được thành lập vào năm 2016, nó nằm trong và xung quanh khu vực rừng Yanbaru ở cuối phía bắc của đảo Okinawa. Vườn quốc gia có diện tích 13.622 ha (33.660 mẫu Anh) thuộc các làng Kunigami, Ōgimi, Higashi và 3.670 ha (9.100 mẫu Anh) diện tích biển xung quanh. Vườn quốc gia là nơi phát hiện ra loài bọ hung Yanbaru đặc hữu có tên khoa học là Cheirotonus jambar vào ngày 15 tháng 9 năm 1983.

## Mô tả
Yanbaru là tên chung chỉ phần phía bắc của hòn đảo Okinawa là vùng rộng lớn với dãy núi nối tiếp rừng. Một phần của Quốc định Vườn quốc gia Biển Okinawa được sáp nhập vào vườn quốc gia Yanbaru với diện tích ban đầu là 17.292 hecta (diện tích đất 13.622 hecta, diện tích biển 3.670 hecta). Đây là khu vực tập trung những khu rừng nguyệt quế cận nhiệt đới Yanbaru. Phần lớn diện tích vườn quốc gia nằm trong ranh giới của làng Kunigami (chiếm 75%). Vào thời điểm được chỉ định, khu vực huấn luyện phía Bắc hòn đảo của căn cứ quân sự Hoa Kỳ (trại Gonsalves) được loại ra khỏi ranh giới nhưng đây là vườn quốc gia đầu tiên trên thế giới nằm tiếp giáp với một khu vực quân sự của Hoa Kỳ. Vào ngày 29 tháng 6 năm 2018, 3.700 hecta của khu vực huấn luyện được di rời và sáp nhập vào vườn quốc gia.
Năm 2018, 5.217 hecta của khu bảo vệ đặc biệt được đề xuất vào danh sách Di sản thế giới với tên gọi ban đầu là "Amami / RyuKyu" được đề cử trước đó vào năm 2017. Nhưng sau đó, UNESCO khuyến nghị đổi thành "Đảo Amami Oshima, Tokunoshima, phía Bắc đảo Okinawa và đảo Iriomote".
Một số tính năng đáng chú ý của vườn quốc gia bao gồm núi Yonaha, Hedomitake với mũi Hedo (cực Bắc của đảo), Iyudake. Một số đảo nhỏ cũng nằm trong ranh giới của vườn quốc gia gồm Adagajima, Miyagi.